# Gracie Gold
Grace Elizabeth Gold (Massachusetts, 17 de agosto de 1995), conocida como Gracie Gold, es una patinadora artística sobre hielo estadounidense. Medallista de bronce por equipos de los Juegos Olímpicos de Sochi 2014, medallista de plata del Campeonato del Mundo Júnior de 2012, ganadora del Trofeo NHK 2014 y del Trofeo Éric Bompard de 2015. Dos veces ganadora del Campeonato de Estados Unidos en 2014 y 2016.

## Biografía
Grace Elizabeth Gold nació en agosto de 1995 en Newton, Massachusetts. Es la hija de Denise, una enfermera y de Carl Gold, un anestesiólogo, su hermana gemela Carly Gold también es patinadora artística.

## Carrera

### Primeros pasos
Comenzó a patinar a los 8 años de edad, sus primeros entrenadores fueron Amy Vorhaben y Max Liu, tras intentar con varios entrenadores, decidió ir a Chicago con Alex Ouriashev. Terminó en cuarto lugar en el nivel amateur del Campeonato de Estados Unidos de 2010, en la siguiente temporada hizo su debut en nivel júnior, pero falló en clasificar al campeonato nacional.

### Carrera profesional

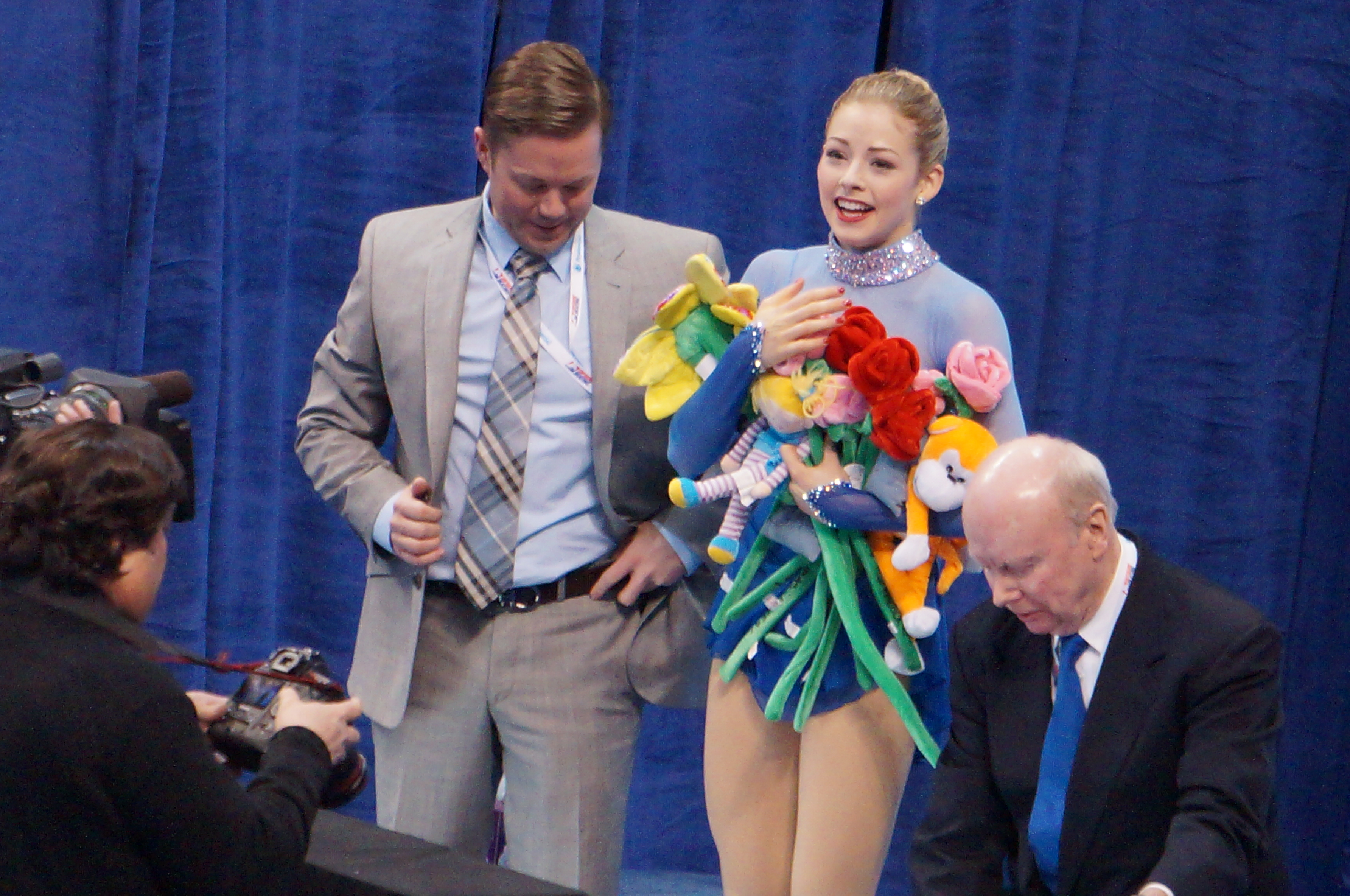
Gold (al centro) con su exentrenador Frank Carroll (derecha) en 2014.

Hizo su debut internacional en la prueba de Grand Prix Júnior en Estonia, donde ganó la medalla de oro. Ganó el Campeonato de Estados Unidos de 2012 en nivel júnior y se llevó la medalla de plata del Campeonato del Mundo Júnior de 2012. Fue una de las seleccionadas para formar el equipo de Estados Unidos en el Trofeo por Equipos de 2012.
En la serie del Grand Prix participó en el Skate Canada de 2012, donde quedó en séptimo lugar. En la Copa Rostelecom de 2012 ganó la medalla de plata y en su primer Campeonato Nacional logró quedarse con la medalla de plata con un total de 186.57 puntos. En su primer Campeonato de los Cuatro Continentes de 2013 se ubicó en el sexto lugar, mientras que en el Campeonato del Mundo de 2013 consiguió el noveno lugar con su programa corto y quinto en el libre, finalizó en la sexta posición con una nueva marca personal de 184.25 puntos. Con estos resultados fue una de las seleccionadas junto con Ashley Wagner para formar parte del equipo de los Juegos Olímpicos de Sochi 2014.
Gold dejó de entrenar con Alex Ourashiev en agosto de 2013, más adelante comenzó a practicar de manera temporal con Marina Zueva y Oleg Epstein en Michigan. En septiembre de 2013, tras unas semanas de periodo de prueba, Gold anunció como su nuevo entrenador a Frank Carroll. Ganó la medalla de bronce en el Skate Canada de 2013, mientras que en el Trofeo NHK de 2013 finalizó en cuarto lugar. Participó en los Juegos Olímpicos de invierno de 2014 en Sochi, donde ganó una medalla de bronce en la prueba de equipos y finalizó en cuarto lugar en la prueba individual. En el Campeonato del Mundo de 2014, celebrado en Saitama, finalizó en el quinto lugar. Fue asignada al Skate America y al Trofeo NHK de la serie del Grand Prix de 2014, ganó el bronce y la medalla de oro respectivamente. Estos resultados la clasificaron a la Final del Grand Prix pero abandonó la competición debido a una fractura de estrés en su pie izquierdo.
Ganó la medalla de plata en el Campeonato de Estados Unidos de 2015 con un total de 205.54 puntos. En el Campeonato de los Cuatro Continentes finalizó en el cuarto lugar tras quedar segunda con su programa corto y quinta en el libre. En el Campeonato del Mundo de 2015 perdió ventaja con su programa corto y al final se ubicó en el cuarto lugar. En la temporada 2015-2016 fue asignada al Skate America y al Trofeo Éric Bompard, ganó la medalla de plata en el primer evento y logró la primera posición en el programa corto en su segundo evento. Los resultados del programa corto del Trofeo Éric Bompard fueron considerados los finales debido a un estado de emergencia en Francia. Gold calificó a la Final del Grand Prix 2015-2016 y finalizó en quinto lugar.
La patinadora ganó su segundo título nacional en el Campeonato de Estados Unidos de 2016. En el Campeonato de los Cuatro Continentes de 2016, celebrado en Taiwán, se ubicó en el quinto lugar. En el Campeonato del Mundo de 2016 en Boston, hizo un programa corto que le valió la primera posición, en su programa corto quedó en sexto lugar y finalizó la competición en el cuarto lugar. En diciembre de 2016 Gold regresó a colaborar con su anterior entrenador Alex Ouriashev. En febrero de 2017 la patinadora anunció a sus nuevos entrenadores Marina Zoueva y Oleg Epstein.
Abandonó su participación en el Abierto de Japón y el Trofeo Ondrej Nepela de 2017 por motivos personales, también abandonó las pruebas de Grand Prix Copa de China y los Internacionales de Francia de 2017, para someterse a un tratamiento para la ansiedad, depresión y un desorden alimenticio.

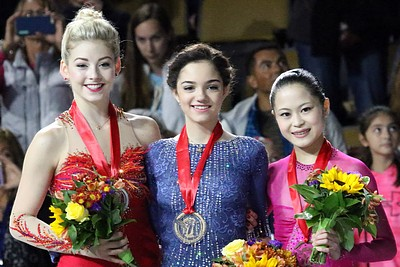
Gold (izquierda) en el Skate America de 2015.

### Programas
|           | Programa corto                                                                | Programa libre                                                                              | Exhibición                                         |
| --------- | ----------------------------------------------------------------------------- | ------------------------------------------------------------------------------------------- | -------------------------------------------------- |
| 2018-2019 | I Put a Spell On You de Jay Hawkins                                           | She Used to Be Mine de Sara Bareilles                                                       |                                                    |
| 2017-2018 | People de Barbra Streisand Nota: No mostrado en competición                   | La Bayadère de Ludwig Minkus Nota: No mostrado en competición                               |                                                    |
| 2016–2017 | Assassin's Tango de John Powell (coreografía de Lori Nichol)                  | Daphnis et Chloé de Maurice Ravel (coreografía de Lori Nichol)                              | Bang Bang de Jessie J, Nicki Minaj y Ariana Grande |
| 2015–2016 | El Choclo de Cello Project (coreografía de Lori Nichol)                       | The Firebird de Igor Stravinsky (coreografía de Lori Nichol)                                | Maybe This Time de Glee                            |
| 2014–2015 | Concierto de piano en A menor de Edvard Grieg                                 | Wishing You Were Somehow Here Again de Andrew Lloyd Webber (coreografía de Lori Nichol)     | I Was Here de Beyoncé Shake It Off de Taylor Swift |
| 2013–2014 | Three Preludes de George Gershwin (coreografía de Marina Zueva, Oleg Epstein) | La bella durmiente (ballet) de Piotr Chaikovski (coreografía de Marina Zueva, Oleg Epstein) | All That Jazz de Chicago (musical)                 |
| 2012–2013 | Hernando's Hideaway                                                           | Life Is Beautiful de Nicola Piovani                                                         | Girl On Fire de Alicia Keys                        |
| 2011–2012 | Dance of The Sugar Plum Fairy de Piotr Chaikovski                             | The Mission de Ennio Morricone                                                              | The Show de Lenka                                  |

### Resultados detallados
- Las mejores marcas personales aparecen en negrita

| Temporada 2017–2018              | Temporada 2017–2018                               | Temporada 2017–2018 | Temporada 2017–2018 | Temporada 2017–2018 |
| Fecha                            | Evento                                            | Programa corto      | Programa libre      | Total               |
| Temporada 2016–2017              | Temporada 2016–2017                               | Temporada 2016–2017 | Temporada 2016–2017 | Temporada 2016–2017 |
| Fecha                            | Evento                                            | Programa corto      | Programa libre      | Total               |
| -------------------------------- | ------------------------------------------------- | ------------------- | ------------------- | ------------------- |
| 14–22 de enero de 2017           | Campeonato de Estados Unidos de 2017              | 5 64.85             | 9 114.77            | 6 179.62            |
| 8–11 de diciembre de 2016        | Golden Spin de Zagreb 2016                        | 8 54.04             | 5 104.98            | 6 159.02            |
| 11–13 de noviembre de 2016       | Trofeo de Francia de 2016                         | 10 54.87            | 8 111.02            | 8 165.89            |
| 21–23 de octubre de 2016         | Skate America 2016                                | 3 64.87             | 5 119.35            | 5 184.22            |
| 1 de octubre de 2016             | Abierto de Japón de 2016                          | -                   | 6 108.24            | 3                   |
| Temporada 2015–2016              |                                                   |                     |                     |                     |
| Fecha                            | Evento                                            | Programa corto      | Programa libre      | Total               |
| 22–24 de abril de 2016           | Trofeo por Equipos de 2016                        | 2T/3P 71.34         | 1T/4P 142.00        | 1                   |
| 28 de marzo - 3 de abril de 2016 | Campeonato del Mundo de 2016                      | 1 76.43             | 6 134.86            | 4 211.29            |
| 16–21 de febrero de 2016         | Campeonato de los Cuatro Continentes de 2016      | 9 57.26             | 3 121.13            | 5 178.39            |
| 15–23 de enero de 2016           | Campeonato de Estados Unidos de 2016              | 2 62.50             | 1 147.96            | 1 210.46            |
| 10–13 de diciembre de 2015       | Final del Grand Prix de 2015-2016                 | 5 66.52             | 5 128.27            | 5 194.79            |
| 13–15 de noviembre de 2015       | Trofeo Éric Bompard 2015                          | 1 73.32             | C                   | 1 73.32             |
| 23–25 de octubre de 2015         | Skate America 2015                                | 2 65.39             | 1 137.41            | 2 202.80            |
| 3 de octubre de 2015             | Abierto de Japón de 2015                          | –                   | 6 114.53            | 2                   |
| Temporada 2014–2015              |                                                   |                     |                     |                     |
| Fecha                            | Evento                                            | Programa corto      | Programa libre      | Total               |
| 16–19 de abril de 2015           | Trofeo por Equipos de 2015                        | 1 71.26             | 5 124.29            | 1T/3P 195.55        |
| 23–29 de marzo de 2015           | Campeonato del Mundo de 2015                      | 8 60.73             | 2 128.23            | 4 188.96            |
| 9–15 de febrero de 2015          | Campeonato de los Cuatro Continentes de 2015      | 2 62.67             | 5 113.91            | 4 176.58            |
| 18–25 de enero de 2015           | Campeonato de Estados Unidos de 2015              | 2 67.02             | 2 138.52            | 2 205.54            |
| 28–30 de noviembre de 2014       | Trofeo NHK 2014                                   | 1 68.16             | 1 123.00            | 1 191.16            |
| 24–26 de octubre de 2014         | Skate America 2014                                | 3 60.81             | 3 118.57            | 3 179.38            |
| 25–27 de septiembre de 2014      | Trofeo Nebelhorn 2014                             | 3 61.82             | 2 120.49            | 3 182.31            |
| Temporada 2013–2014              |                                                   |                     |                     |                     |
| Fecha                            | Evento                                            | Programa corto      | Programa libre      | Total               |
| 24–30 de marzo de 2014           | Campeonato del Mundo de 2014                      | 5 70.31             | 7 124.27            | 5 194.58            |
| 7–23 de febrero de 2014          | Juegos Olímpicos de invierno de 2014 - individual | 4 68.63             | 5 136.90            | 4 205.53            |
| 7–23 de febrero de 2014          | Juegos Olímpicos de invierno de 2014 - equipos    | –                   | 2 129.38            | 3                   |
| 5–12 de enero de 2014            | Campeonato de Estados Unidos de 2014              | 1 72.12             | 1 139.57            | 1 211.69            |
| 8–10 de noviembre de 2013        | Trofeo NHK 2013                                   | 4 62.83             | 3 114.98            | 4 177.81            |
| 25–27 de octubre de 2013         | Skate Canada International 2013                   | 1 69.45             | 3 117.20            | 3 186.65            |
| 11–15 de septiembre de 2013      | U.S. Classic 2013                                 | 1 58.49             | 3 106.19            | 2 164.68            |
| Temporada 2012–2013              |                                                   |                     |                     |                     |
| Fecha                            | Evento                                            | Programa corto      | Programa libre      | Total               |
| 11–14 de abril de 2013           | Trofeo por Equipos de 2013                        | 3 60.98             | 3 127.05            | 1T/3P 188.03        |
| 11–17 de marzo de 2013           | Campeonato del Mundo de 2013                      | 9 58.85             | 5 125.40            | 6 184.25            |
| 8–11 de febrero de 2013          | Campeonato de los Cuatro Continentes de 2013      | 5 60.36             | 6 106.30            | 6 166.66            |
| 19–27 de febrero de 2013         | Campeonato de Estados Unidos de 2013              | 9 54.08             | 1 132.49            | 2 186.57            |
| 9–11 de noviembre de 2012        | Copa Rostelecom 2012                              | 1 62.16             | 2 112.87            | 2 175.03            |
| 26–28 de octubre de 2012         | Skate Canada International 2012                   | 9 52.19             | 6 99.38             | 7 151.57            |
| 12–16 de septiembre de 2012      | U.S. Classic 2012                                 | 2 59.37             | 1 111.78            | 2 171.15            |